# Berghia coerulescens
Berghia coerulescens is een slakkensoort uit de familie van de vlokslakken (Aeolidiidae). De wetenschappelijke naam van de soort werd in 1830 voor het eerst geldig gepubliceerd door Laurillard. Het is de typesoort van het geslacht Berghia.

## Beschrijving
Berghia coerulescens is een middelgrote tot grote zeenaaktslak die gevonden wordt in ondiep water onder rotsen met Aiptasia sp. De basiskleur is witachtig tot crème met felgekleurde cerata. De zichtbare spijsverteringsklier is blauw gekleurd met een witte subterminale band en gele uiteinden. Deze tussen 40 en 70 mm grote soort is gemakkelijk te onderscheiden van verwante soorten door zijn kleur en structuur van de rinoforen.

## Verspreiding
Oorspronkelijk beschreven vanaf de Franse Middellandse Zeekust, is deze soort ook bekend van verschillende plaatsen langs de centrale en westelijke Middellandse Zee (inclusief de Adriatische Zee). Het komt ook voor in de Atlantische Oceaan, van de Bretonse kusten tot de Canarische Eilanden. De geografische spreiding van deze soort is controversieel. Sommige exemplaren van Berghia marcusi en Berghia stephanieae uit de westelijke Atlantische Oceaan, evenals Berghia verrucicornis en Berghia columbina uit de oostelijke Atlantische Oceaan werden gegroepeerd onder de kleurvariabiliteit van Berghia coerulescens. Het is nu bekend dat de verspreiding van Berghia coerulescens beperkt is tot de oostelijke Atlantische Oceaan en de Middellandse Zee.